# سفارت نروژ در لندن
سفارت نروژ در لندن (به انگلیسی: Embassy of Norway) یک سفارت در بریتانیا است که در لندن واقع شده‌است.